# Mark Hughes (politician)
Mark Hughes (n. 18 decembrie 1932 – d. 19 martie 1993) a fost un om politic britanic, membru al Parlamentului European în perioada 1973-1979 din partea Regatului Unit. 
1. 1 2 3 4 5  Hansard 1803–2005
2. ↑   http://www.assembly.coe.int/nw/xml/AssemblyList/MP-Details-EN.asp?MemberID=1688 Lipsește sau este vid: |title= (ajutor)